# Stepan Czopej
Stepan Iwanowycz Czopej, ukr. Степан Іванович Чопей, ros. Степан Иванович Чопей, Stiepan Iwanowicz Czopiej, ur. 18 stycznia 1946, zm. 20 marca 1988) – ukraiński piłkarz, grający na pozycji napastnika.

## Kariera piłkarska

### Kariera klubowa
W 1968 rozpoczął karierę piłkarską w wojskowej drużynie SKA Lwów. W następnym roku został piłkarzem Spartaka Iwano-Frankowsk. Na początku 1970 przeszedł do Dynama Kijów, ale rozegrał tylko 3 mecze i powrócił do Spartaka. W 1976 został rekordzistą klubu w ilości strzelonych bramek w sezonie - 16 goli. W 1976 zakończył karierę piłkarską.

## Sukcesy i odznaczenia

### Sukcesy klubowe
- mistrz Klasy B ZSRR: 1969
- mistrz Drugiej lihi ZSRR: 1972

### Sukcesy indywidualne
- rekordzista klubu Spartak Iwano-Frankowsk w ilości strzelonych bramek w sezonie - 16 goli (1975)